# Миклик, Михел
Ми́хел Ми́клик (31 июля 1982, Пьештяни, Чехословакия) — словацкий хоккеист, крайний нападающий. Воспитанник хоккейного клуба «СХК 37 Пьештяны». В настоящее время является игроком клуба ЮП, выступающего в Финской лиге.